# 下阴田清真寺
下阴田清真寺，位于中国青海省门源县下阴田乡下阴田村，为第七批青海省文物保护单位，公布日期为2004年5月10日，类型为古建筑。
下阴田清真寺的历史年代为清。